# Elecciones estatales de Renania-Palatinado de 1959
La elección del estado de Renania-Palatinado de 1959 se celebró el 19 de abril. El primer ministro Peter Altmaier (CDU) formó una coalición con el FDP  a pesar de haber obtenido la mayoría absoluta.
Los partidos de oposición en el parlamento fueron el SPD y el DRP, que venció al umbral del cinco por ciento, obteniendo  sólo un diputado (Hans Schikora) en el parlamento estatal.

## Resultados
| Partido | Partido | Votos     | %     | Escaños | Escaños 1955 |
|         | CDU     | 829.236   | 48,43 | 52      | 51           |
|         | SPD     | 596.984   | 34,86 | 37      | 37           |
|         | FDP     | 165.937   | 9,69  | 10      | 12           |
|         | DRP     | 87.349    | 5,10  | 1       |              |
|         | BHE     | 23.253    | 1,36  |         |              |
|         | BdD     | 6.613     | 0,39  |         |              |
|         | DG      | 2.453     | 0,14  |         |              |
|         | DLV     | 529       | 0,03  |         |              |
| Total   | Total   | 1.712.354 |       | 100     | 100          |